# Тугсбуянтское восстание
Тугсбуянтское восстание — вооружённое восстание лам и примкнувшего к ним местного населения аймака Чандмань-Уул Монгольской Народной Республики, направленное против притеснений со стороны представителей Монгольской Народно-Революционной партии.

## Ход событий
В конце 1929 г. началась подготовка восстания в нескольких монастырях западной Монголии. Но удалось оно в 1930 г. фактически лишь в монастыре Тугсбуянт.
25 марта 1930 года около 40 лам из монастыря Тугсбуянт в аймаке Чандмань-Уул (49 54' с. ш. 91 23' в. д. в настоящее время территория сомона Тургэн аймака Увс) захватили хошунную администрацию, арестовав 10 служащих. Вслед за этим в 5 сомонов хошуна послали по 10 лам и аратов для агитации охотников, демобилизованных солдат, реквизиции скота и т.д. К ним присоединилось около трёхсот человек. Было объявлено о создании независимого управления хошуном. В монастыре Тугсбуянт из лам и аратов повстанцы сформировали отряд более чем в 200 чел., состоявший из 4 отделений под командованием демобилизованных солдат.

Невозможно описать на бумаге отношение властей хошуна к нам, ламам и простым аратам, их постоянные оскорбления и издевательства под прикрытием своих должностей, вплоть до арестов и заключения в тюрьмы. В сердце каждого накопилось столько обиды, что невозможно было в дальнейшем её сдерживать. Наши взгляды изменились, и мы арестовали вышеуказанных должностных лиц… — из воззвания восставших
ЦК МНРП и правительство МНР срочно создали Чрезвычайную комиссию по ликвидации мятежа. 30 марта 4-я конная дивизия, стоявшая в Кобдо, прибыла в Тугсбуянту. В столкновении с мятежниками, продлившемся несколько часов, со стороны правительственных войск были убиты два рядовых и комиссар Буяндэлгэр из кобдоского военного суда, а советский военный инструктор Госнюский был легко ранен.

## Итоги
247 человек было арестовано и привлечено к военно-полевому суду, среди них 138 было аратами, 109 — ламами. По другим данным за участие в выступлениях было арестовано не менее 407 чел., из них 71 расстрелян, 45 заключено на сроки от 1 года до 10 лет, 276 амнистировано и осуждено на условные сроки. Потери повстанцев в восстаниях в разных местах Западной Монголии в 1930 г. убитыми превосходили таковые правительственных отрядов почти в 36 раз — почти исключительно за счёт расстрелов. Лёгкость, с которой были подавлены эти восстания, позволила тогдашнему руководству МНР продолжать «левый курс» при поддержке ВКП(б) и Коминтерна.